# 머신 건 켈리
조지 프랜시스 반스 주니어(George Francis Barnes Jr., 1895년 7월 18일 ~ 1954년 7월 18일)는 머신 건 켈리(Machine Gun Kelly)라고 잘 알려진 미국의 갱이다. 광란의 1920년대에서 금주법 시대에 걸쳐 불법 밀주, 무장 강도, 납치 등 다양한 범죄를 저지른 금주법 시대를 대표하는 한 명으로 꼽히고 있다.
1933년 켈리는 종신형이 선고되어 앨커트래즈섬의 교도소에 수감되었으며, 이후 레번워스의 감옥으로 이송되어 1954년 심장 마비로 사망했다.